# Юговаць (Жаканє)
45°35′ пн. ш. 15°22′ сх. д. / 45.58° пн. ш. 15.37° сх. д.
Юговаць (хорв. Jugovac) — населений пункт у Хорватії, в Карловацькій жупанії у складі громади Жаканє.

## Населення
Населення за даними перепису 2011 року становило 14 осіб.
Динаміка чисельності населення поселення: